# Sam McVey
Samuel E. Mac Vea (Waelder, 17 maggio 1884 – New York, 23 dicembre 1921) è stato un pugile statunitense, uno tra i più forti pesi massimi afroamericani dell’inizio del XX secolo.
La International Boxing Hall of Fame lo ha riconosciuto fra i più grandi pugili di ogni tempo.

## Gli inizi
Professionista dal 1902, combatté in incontri per neri negli Stati Uniti fino al 1907, quando si trasferì prima in Inghilterra e poi in Francia e Belgio, dove rimase fino al 1911.

## La carriera
Girò il mondo combattendo in 10 Paesi diversi: dalla Francia passò di nuovo in Inghilterra, poi in Australia, tornò negli Stati Uniti, e da lì scese in Argentina e in Cile, risalendo poi a Panama e di nuovo negli Stati Uniti.
Fu antagonista di Sam Langford (16 match registrati), Harry Wills (5 match), Joe Jeanette (5 match), altri pugili afroamericani che, essendo loro proibito combattere per il titolo dei pesi massimi con i bianchi, si contendevano il cosiddetto "titolo dei pesi massimi neri".
Incontrò 3 volte anche Jack Johnson, perdendo 2 volte ai punti e una per KO.
Durante l'inverno del 1921 si ammalò di polmonite, a New York, dove morì a soli 37 anni in povertà, ancora nel pieno dell'attività pugilistica.